# مخطوطة ليستر
مخطوطة ليستر (بالإنجليزية: Codex Leicester)، (المعروفة أيضا بمخطوطة هامر Codex Hammer) عبارة عن مجموعة من الكتابات العلمية لليوناردو دا فينشي. أخذت اسمها من أول كونت لمدينة ليستر الإنجليزية، توماس كوك، الذي اشتراها سنة 1717. ويتعلق الأمر بـ 18 ورقة مزدوجة، أو 72 ورقة من حجم 21,8 × 29.5 سم. هذه المخطوطة تعطي نظرة نادرة عن عقل هذا المفكر، الفنان والعالم من عصر النهضة. إنها التمثيل المتميز للعلاقة بين الفن والعلم والإبداع في النهج العلمي.

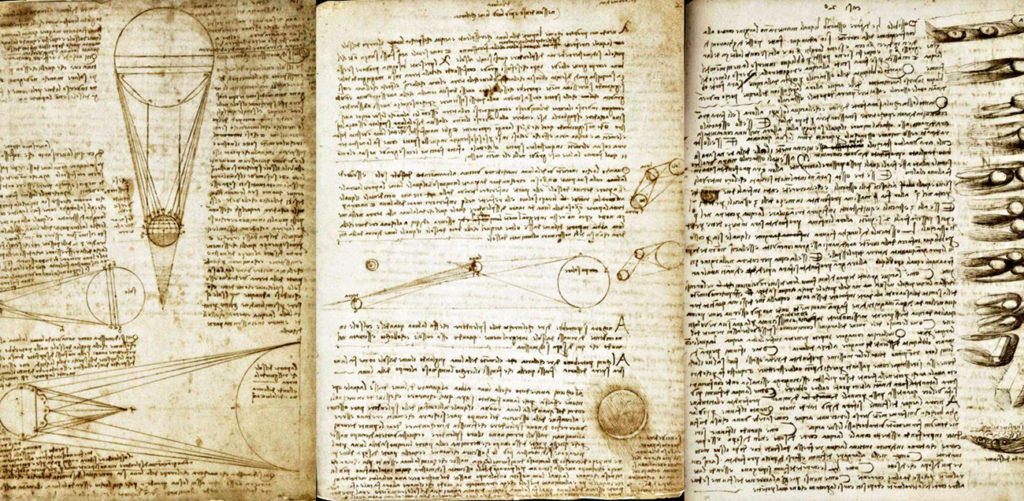